# Grijswit kalkkopje
Het grijswit kalkkopje (Physarum leucophaeum) is een slijmzwam behorend tot de familie Physaraceae. Hij komt voor in naald- en gemengdbos. Hij leeft op dood naaldhout.

## Kenmerken

### Uiterlijke kenmerken
De sporocarpen of korte plasmodiocarpen staan in groepjes en zijn 1,5 mm hoog. De steel is meestal kort of de vruchtlichamen zijn zittend. De kleur is roodbruin en af en toe bestrooid met witte limoen. Het peridium is dun, vliezig, met kalk gespikkeld of soms vrij sterk kalkhoudend, convex of vlak van onderen en aan de voet vaak wat dikker. De steel is hoogstens even lang als de diameter van het sporangium. De voet is donker en bovenaan de steel is deze lichter van kleur. Het hypothallus is onopvallend of donkergrijs. 
Het plasmodium is grijs of bruin.

### Microscopische kenmerken
Capillitium is netvormig, de knopen meestal klein en rond, variërend tot groot en hoekig of vertakt. Zelden met pseudocolumella. Het zit zwak vast aan het peridium. 
In bulk zijn de sporen donkerbruin. Met doorvallend licht zijn de sporen licht lilabuin of bruin, bezet met wratjes of soms bezet met grote groepjes wratten en hebben een diameter van 9 tot 12 micron.

## Verspreiding
Het grijswit kalkkopje is wijdverspreid en komt voor op alle continenten met uitzondering van Antarctica. 
In Nederland komt het grijswit kalkkopje vrij algemeen voor.